# 赫爾湖
47°41′29″N 11°21′29″E / 47.691392°N 11.357925°E

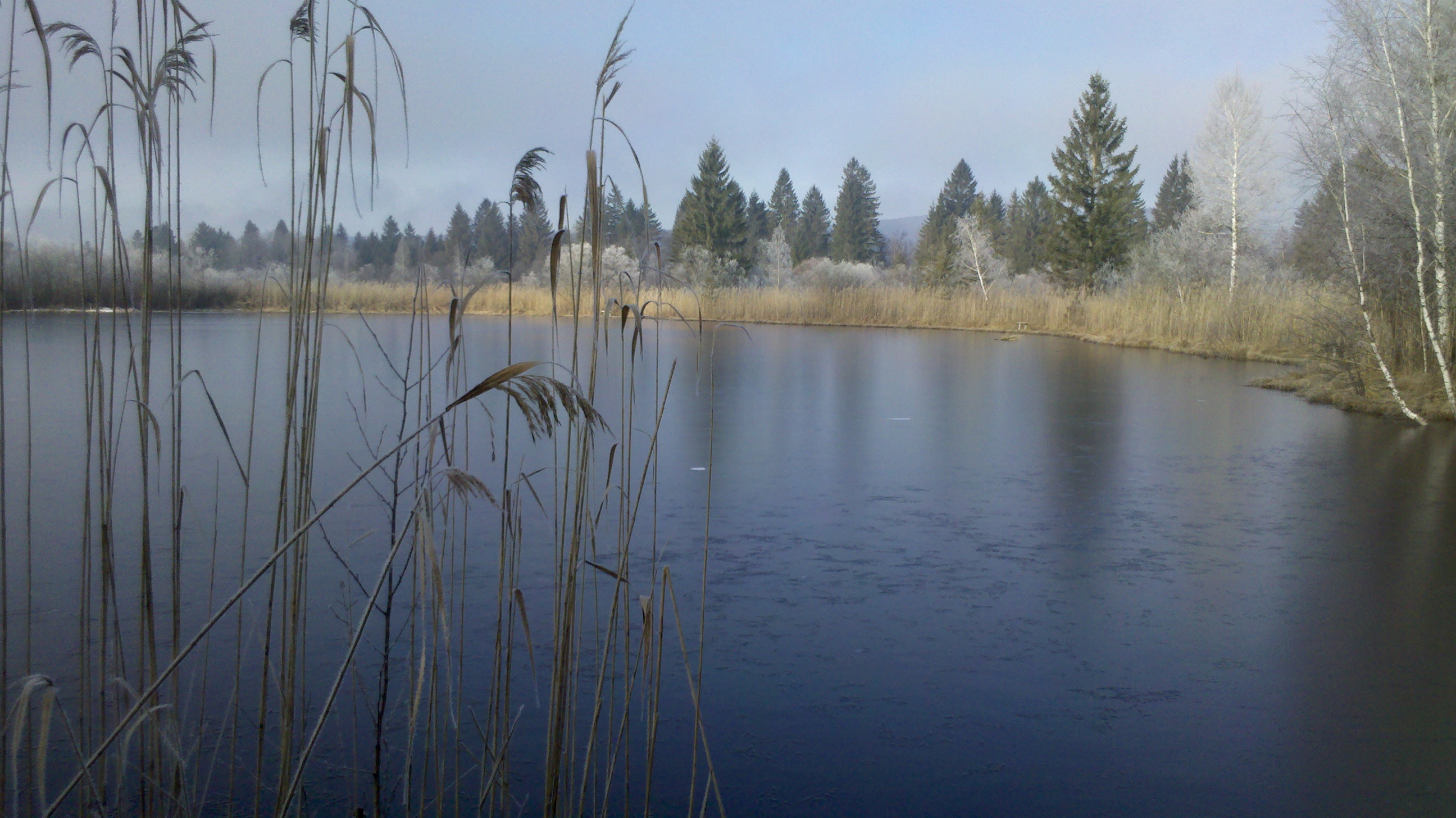

赫爾湖（德語：Höllsee），是德國的湖泊，位於該國東南部，由巴伐利亞州負責管轄，長1.3公里、寬0.1公里，面積0.01平方公里，海拔高度601米，湖水來自小水溝和地下水。